# Renato Rodrigues Barbosa
Renato Rodrigues Barbosa (Jaguarão, 1º de março de 1886) foi um político brasileiro, médico e professor universitário.
Filho de Arminda Condessa Barbosa e João Rodrigues Barbosa, Renato Rodrigues ajudou na fundação, em 1908, do Partido Republicano Democrático (PRD). Neste período, Renato cursava Faculdade de Medicina em Porto Alegre. O partido era liderado por Joaquim Francisco de Assis Brasil e Fernando Abott. 
Concluiu a graduação no ano de 1912, quando resolveu dar continuidade aos estudos na Faculdade de Medicina de Paris, na França. No final da Primeira Guerra Mundial, em 1918, o médico entrou para a missão médica brasileira, dando suporte de serviços aos feridos e hospitais da França. Por conta desse histórico, o governo francês condecorou Renato com uma medalha de reconhecimento. Esse prêmio teve grande peso para sua carreira quando voltou ao Brasil. 
Dois anos após completar a missão, o político foi convidado a atuar como professor de Patologia Interna na Faculdade de Medicina de Porto Alegre, na qual se formou. Essa entrada na vida acadêmica ajudou Renato a organizar e se tornar secretário-geral do IX Congresso Médico Brasileiro, que aconteceu no Rio Grande do Sul.
Na área da política, Renato Rodrigues fez parte, em 1924, do congresso de fundação da Aliança Libertadora do Rio Grande do Sul, que se tornou o Partido Libertador em 1928. Durante a campanha para presidência de Getúlio Vargas, o político deu apoio pela Aliança Liberal na tentativa de eleger o candidato. 
Mais um vez, Renato ajudou a fundar outro partido, conhecido como Partido Republicano Liberal (PRL), em 1932. A prova de que sua carreira como político estava indo bem foi quando, em 1933, conseguiu se eleger deputado à Assembléia Nacional Constituinte com o maior número de votos conquistado em seu estado, RS. Após esse ano, continuou participando de trabalhos constituintes e conquistou a reeleição de deputado federal constituinte pelo Rio Grande do Sul em 1934.
Com a entrada do Estado Novo, também conhecida como Terceira República Brasileira, instaurado por Getúlio Vargas, todos os órgãos legislativos do país foram suprimidos, o que interrompeu a carreira parlamentar de Renato. Porém, no ano de 1938, o político conquistou o cargo de Conselheiro do Tribunal de Contas do Estado (TCE) do Rio Grande do Sul, se mantendo até fim de 1939.
Durante sua vida, Renato teve outras atuações, como fundador e dirigente da revista científica Hígia, vice-presidente do I Congresso de Higiene Municipal do Rio Grande do Sul, entre outros. 